# Parias
Parias eram um imposto que os Reinos de Taifas (1035–1492) pagavam aos reis cristãos para que eles não os atacassem.
O dinheiro das parias foi muito importante na ativação do Caminho de Santiago e na proliferação de monumentos románicos ao norte dos reinos cristãos. Grande parte deste montante serviu também para sustentar as obras da Abadia de Cluny.